# Dombra kuï
Le Dombra kuï désigne une courte composition jouée en solo (kuï) sur un instrument de musique traditionnel, la Dombra. Cet art a été classé patrimoine culturel immatériel de l'humanité par l'UNESCO en 2014 par le Kazakhstan.

## Descriptif
Le Dombra kuï  désigne une courte composition instrumentale jouée en solo (kuï) sur un instrument de musique traditionnel en forme de poire, avec deux cordes pincées et un long manche, appelé dombra. 
Un kuï reprend la conception cyclique du temps des nomades, du retour au point de départ et est un appel à la méditation. Cet art vise à perpétuer les traditions kazakhes en s’accompagnant d’histoires et de légendes, dont :
- Aqqu : le cygne
- Kaz : l'oie
- Nar : le chameau

## Classement au patrimoine culturel immatériel de l'UNESCO
L'art du Dombra kuï a été classé patrimoine culturel immatériel de l'humanité par l'UNESCO en 2014.